# عودية

مثلث سيربنسكي - استدعاء ذاتي لمثلثات لتشكيل مشبك هندسي.

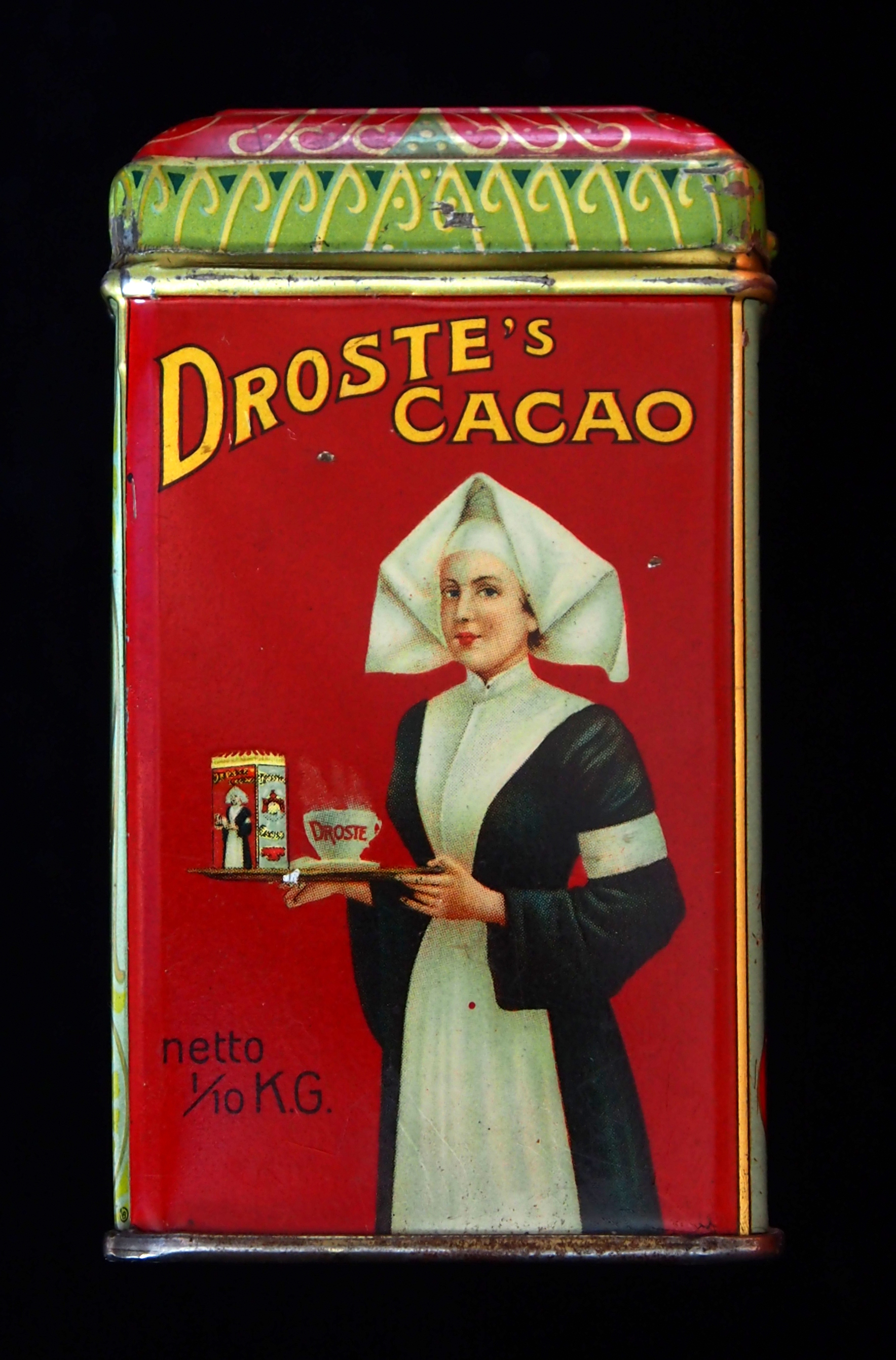
شكل بصري للاستدعاء الذاتي يعرف بتأثير دروست. تحمل المرأة في الصورة جسم الذي يحتوي على صورة أصغر لها وهي حاملة نفس الجسم، والذي بدوره يحتوي على صورة أصغر لها وهي حاملة نفس الجسم، وهكذا.

العَوْدية (بالإنجليزية: recursion)‏ هي عملية تكرار الشيء بطريقة مشابهة ذاتيا. على سبيل المثال، عندما يكون سطحا مرآتين متوازيين تماماً مع بعضها البعض الصور المتداخلة هي عبارة عن نوع من استدعاء ذاتي لانهائي. للمصطلح معانٍ متنوعة خاصة لمجموعة منوعة من التخصصات من اللغويات إلى المنطق. الاستعمال الأكثر شيوعاً للعودية هو في الرياضيات وعلم الحاسوب، حيث أنه يشير إلى طريقة لتعريف دوال بحيث أن الدالة المعرفة تُستعمل في تعريف نفسها.
يجب أن تمتلك دالة الاستدعاء الذاتي على خطوتين أساسيتين:
1- وجود شرط توقف معرف بشكل صحيح مثل:
If (x<=1) return 1 
 بدون هذه الخطوة يستمر الاستدعاء إلى مالا نهاية.
2- وجود خطوة الاستدعاء الذاتي التي يجب أن تعرف بشكل صحيح بحيث تؤدي إلى حالة توقف مثل:
(Return x*factorial(x-1

## تعريفات رسمية للعودية
في الرياضيات وعلم الحاسوب، تظهر فئة من الكائنات أو الأساليب سلوك استدعاء ذاتي عندما يكون بالإمكان تعريفهم عن طريق خاصيتين:
- حالة أساس بسطية (أو عدة حالات)، و
- مجموعة من القواعد التي تقلص كل الحالات الأخرى نحو حالة الأساس.

مثلا، التعريف بالاستدعاء الذاتي التالي هو تعريف لأسلاف شخص:
- والدا شخص هم أسلافه (حالة الأساس)
- والدا أسلاف شخص هم أيضا أسلافه (خطوة الاستدعاء الذاتي).

متتالية فيبوناتشي هي مثال تقليدي للاستدعاء الذاتي:
- (Fib(0 هو 0 [حالة أساس]
- (Fib(1 هو 1 [حالة أساس]
- لكل الأعداد الصحيحة n> 1:

```
(Fib(n هو ((Fib(n-1) + Fib(n-2) [تعريف بالاستدعاء الذاتي]
```

العديد من البديهيات مبنية على قواعد استدعاء ذاتي. مثلا، التعريف الرسمي للأعداد الطبيعية في نظرية المجموعات هو: 1 هو عدد طبيعي، ولكل عدد طبيعي عدد لاحق، والذي هو بحد ذاته عدد طبيعي. باستخدام حالة الأساس وقاعدة عود، بالإمكان إنتاج مجموعة كل الأعداد الطبيعية.
توضيح فكاهي يقول: «لكي تفهم الاستدعاء الذاتي، يجب عليك فهم الاستدعاء الذاتي». أو ربما بصورة أدق، من أندرو بلوتكين: «إذا كنت تعرف ما هو الاستدعاء الذاتي، تذكر الجواب فقط. وإلا، جد شخصاً يقف أقرب إلى دوغلاس هوفشتادتر منك; ثم إساله أو إسالها ما هو الاستدعاء الذاتي.»
كائنات معرفة بالاستدعاء الذاتي تشتمل على الدوال، المجموعات وخاصة الكسيريات.

## فكاهات الاستدعاء الذاتي
يتم استخدام الاستدعاء الذاتي بشكل فكاهي في علم الحاسوب، البرمجة، الفلسفة، أو كتب الرياضايات المدرسية; المثالان التاليان قد تكون تعريفات في القاموس:

استدعاء ذاتي
راجع «استدعاء ذاتي».
استدعاء ذاتي
إذا لم تزل تعرفه، راجع «استدعاء ذاتي».
مثال آخر يوجد في فهرس في صفحة 269 في بعض نسخ كتاب كيرنيغان وريتشي «لغة البرمجة سي»; فإن الفهرس يشير باستدعاء ذاتي إلى نفسه:استعاء ذاتي 86. 139. 141. 182. 202. 269.
فكاهة مشابهة تظهر في النسخة الإنجليزية من محرك بحث جوجل: عندما تبحث عن recursion، يقترح الموقع «هل تقصد: Recursion».
اختصارات الاستدعاء الذاتي تمكن أن تكون نوع من الفكاهة في الاستدعاء الذاتي. بعض الأمثلة:
- بي إتش بي هي اختصار لـ "PHP Hypertext Preprocessor".
- WINE هي اختصار لـ "Wine Is Not an Emulator.
- GNU هي اختصار لـ "GNU's Not Unix"

## الاستدعاء الذاتي في الرياضيات

مثلث سيربنسكي - استدعاء ذاتي لمثلثات لتشكيل مشبك هندسي.

### المجموعات المعرفة بالاستدعاء الذاتي

#### مثال: الأعداد الطبيعية
المثال القانوني للمجموعات المعرفة بالاستدعاء الذاتي هو الأعداد الطبيعية:
1 في {\displaystyle \mathbb {N} }
إذا كان n في {\displaystyle \mathbb {N} }، إذن n + 1 في {\displaystyle \mathbb {N} }
مجموعة الأعداد الطبيعية هي المجموعة الأصغر التي تحقق الخاصتين السابقين.

### دوال الاستدعاء الذاتي
دالة قد تكون معرفة جزئياً بنفسها. مثال مألوف هو متتالية فيبوناتشي: (F(n) = F(n − 1) + F(n − 2.
ليكون التعريف مفيداً، يجب أن يوصل إلى قيم غير معرفة بالاستدعاء الذاتي، في هذه الحالة F(0) == 0 و F(1) == 1.
دالة اكرمن هي دالة استدعاء ذاتي مشهورة، والتي بخلاف متتالية فيبوناتشي، لا يمكن التعبير عنها بدون الاستدعاء الذاتي.

## الاستدعاء الذاتي في علم الحاسوب
طريقة شائعة لتبسيط المسائل هي لتقسيم المسألة إلى مسائل جزئية من نفس النوع. كتقنية برمجة، يطلق عليها فرق تسد وهي المفتاح لتصميم العديد من الخوارزميات المهمة. فرق تسد هي عبارة عن نهج لحل المسائل من الأعلى إلى الأسفل، بحيث يتم حل المسائل عن طريق حل نسخ أصغر من المسألة. نهج معاكس هي برمجة ديناميكية. هذا النهج عبارة عن نهج لحل المسائل من الأسفل إلى الأعلى، بحيث يتم حل المسائل عن طريق حل نسخ أكبر من المسألة، حتى يتم الحصول على الحجم المطلوب.
مثال تقليدي للاستدعاء الذاتي هو تعريف دالة العاملي، مثال بلغلة السي:
```
unsigned
 
int
 
factorial
(
unsigned
 
int
 
n
)
 

{

  
if
 
(
n
 
<=
 
1
)
 

    
return
 
1
;

  
else

    
return
 
n
 
*
 
factorial
(
n
-1
);

}

```

تستدعي الدالة نفسها عودياً على نسخة أصغر من المدخل (n-1) وتضرب نتيجة الاستدعاء الذاتي بـ n، حتى تصل إلى حالة الأساس، بشكل مماثل للتعريف الرياضي للعاملي.

مثال تقليدي اخر بلغه السي بلس بلس:
```
#include
 
<iostream>

using
 
namespace
 
std
;

int
 
main
 
()

{

long
 
number
;

cout
 
<<
 
"Please type a number: "
;

cin
 
>>
 
number
;

cout
 
<<
 
number
 
<<
 
"! = "
 
<<
 
factorial
 
(
number
);

return
 
0
;

```

في المثال السابق قمنا بكتابة إستدعاء ذاتى للدالة، أي الدالة قامت بمناداة نفسها من داخلها.
لاستخدام الاستدعاء الذاتي في خوارزمية إيجابيات وسلبيات. الميزة الرئيسية هي عادةً البساطة. الضرر الرئيسي هو غالباً أن الخوارزمية قد تستلزم كمية كبيرة من الذاكرة إذا كان عمق الاستدعاء الذاتي كبير جداً.

## مبرهنة الاستدعاء الذاتي
في نظرية المجموعات، هذه مبرهنة التي تضمن وجود دوال معرفة بالاستدعاء الذاتي. بإعطاء مجموعة X، عنصر a في X ودالة {\displaystyle f:X\rightarrow X}، تنص المبرهنة أنه هنالك دالة مميزة {\displaystyle F:\mathbb {N} \rightarrow X} (حيث أن {\displaystyle \mathbb {N} } ترمز مجموعة الأعداد الطبيعية شاملة الصفر) بحيث أن:{\displaystyle F(0)=a}
{\displaystyle F(n+1)=f(F(n))}
لأي عدد طبيعي n.

### برهان التميز
لتكن {\displaystyle F:\mathbb {N} \rightarrow X} و{\displaystyle G:\mathbb {N} \rightarrow X} دالتين بحيث أن:
{\displaystyle F(0)=a}
{\displaystyle G(0)=a}
{\displaystyle F(n+1)=f(F(n))}
{\displaystyle G(n+1)=f(G(n))}
بحث أن a هو عنصر في X.
بالإمكان البرهنة بالاستقراء أن {\displaystyle F(n)=G(n)} لكل الأعداد الطبيعية n:
الأساس: {\displaystyle F(0)=a=G(0)} وبالتالي فإن المساواة تنطبق أيضا على {\displaystyle n=0}.
خطوة الاستقراء: لنفرض أن {\displaystyle F(k)=G(k)} لبعض {\displaystyle k\in \mathbb {N} }. إذن {\displaystyle F(k+1)=f(F(k))=f(G(k))=G(k+1).}
ومن هنا F(k) = G(k) يؤدي إلى F(k+1) = G(k+1).
بالاسقراء , {\displaystyle F(n)=G(n)} لكل {\displaystyle n\in \mathbb {N} }.

### أمثلة
بعض العلاقات العودية الشائعة:
| - نسبة ذهبية: (φ == 1 + (1/φ... بتذكر أن (φ = 1 + (1/φ ثم... (.../φ == 1 + (1/(1+(1/1+1 - عاملي: {\displaystyle n!=n(n-1)!=n(n-1)\cdots 1} - متتالية فيبوناتشي: {\displaystyle f(n)=f(n-1)+f(n-2)} - أعداد كاتالان: {\displaystyle C_{0}=1}, {\displaystyle C_{n+1}=(4n+2)C_{n}/(n+2)} - حساب الفائدة المركبة - برج هانوي - دالة اكرمن |

## طالع أيضًا
- العودية اليسرى
- عودية (علم الحاسوب)